# Лобан
Лобан, или кефа́ль-лобан, или чёрная кефаль (лат. Mugil cephalus) — вид морских лучепёрых рыб семейства кефалевых (Mugilidae), самая крупная из серых кефалей. Максимальная длина тела 100 см. Распространён циркумглобально в тропических, субтропических и тёплых умеренных водах. Ценная промысловая рыба. Объект аквакультуры.

## Таксономия и этимология
Лобан впервые описан в 1758 году шведским естествоиспытателем Карлом Линнеем в классической монографии Systema naturae под латинским биноменом Mugil cephalus. Родовое название образовано от лат. mugil — кефаль, а видовое название от cephalus — голова.

## Описание
Тело удлинённое, толстое, полуцилиндрической формы, покрыто крупной ктеноидной чешуёй. Вдоль бока тела проходит 39—45 поперечных рядов чешуи; продольных рядов 13—15. Голова широкая, уплощена в дорсовентральном направлении, ширина головы меньше её высоты. Голова покрыта чешуёй почти до конца рыла. Длина тупого рыла равна или меньше диаметра глаза. Верхняя челюсть прямая, её задний край не загнут книзу. Задний край верхней челюсти достигает вертикали, проходящей через передний край глаза. Симфиз нижних челюстей расположен под острым углом к кости. Рот поперечный, короткий. Губы тонкие, нижняя губа направлена вперёд. На верхней губе 1 или 2 внешних ряда близкосидящих одновершинных зубов и от 1 до 5 внутренних рядов мелких двувершинных зубов. На нижней губе один внешний ряд близкосидящих одновершинных зубов и один или несколько внутренних рядов мелких двувершинных зубов (внутренние ряды могут отсутствовать). На челюстях и сошнике зубов нет. У взрослых особей жировое веко хорошо развито, достигает зрачка. На нижней половине первой жаберной дуги 50—90 жаберных тычинок. Наджаберный орган не разделён на части. Два спинных плавника разделены большим промежутком. Первый спинной плавник с 4 жёсткими лучами расположен почти посередине спины. Основание второго спинного плавника расположено на вертикали, проходящей сразу за началом анального плавника. Во втором спинном плавнике 9 мягких лучей. У взрослых особей в анальном плавнике 3 жёстких и 8—9 мягких лучей, а у молоди длиной менее 3 см 2 жёстких и 9—10 мягких лучей. В грудных плавниках 1 колючий и 15—17 мягких лучей, их окончания не достигают начала основания первого спинного плавника. Над основанием грудного плавника есть длинная заострённая аксиллярная пластинка. Передняя часть и основания второго спинного и анального плавников покрыты чешуёй. Хвостовой плавник раздвоенный. Боковая линия отсутствует. Пилорических придатков два. Позвонков 24.
У особей лобана в море спина оливково-зелёная, бока серебристые, брюхо беловатое. Вдоль тела проходят 7 продольных буроватых полос, на брюхе слабо выражены. В эстуариях бока рыбы окрашены менее ярко, а спина тёмно-голубая или бледно-коричневая. Спинные плавники серовато-голубые, анальный и хвостовой плавники желтовато-зелёные. Грудные плавники желтоватые с беловатым краем и выраженным голубым пятном над основанием. Брюшные плавники светло-жёлтые.
Максимальная длина тела 100 см, обычно до 50 см. Максимальная масса тела 12 кг, в промысловых уловах преобладают рыбы длиной до 50 см и массой до 2 кг.

## Биология
Морские бентопелагические рыбы. Заходят в лагуны, эстуарии и устья рек. Переносят значительные колебания солёности, встречаются как в гиперсолёных водоёмах, так и в пресной воде. Держатся небольшими стайками вблизи берегов. В нерестовый сезон откочёвывают в открытые воды моря. Максимальная продолжительность жизни 16—18 лет.

### Размножение
Впервые созревают в возрасте 3—4 года, самцы обычно созревают на год раньше самок. В Чёрном море нерестятся с конца мая до конца августа — сентября. В нерестовый период образуют небольшие группы, состоящие из одной самки и нескольких самцов. Икра пелагическая, сферической формы диаметром 0,7 мм, с одной жировой каплей диаметром 0,26 мм. Плодовитость возрастает по мере роста рыб и варьируется от 3 до 13 млн икринок. Продолжительность эмбрионального развития зависит от температуры воды и составляет 1,5—5 суток. Длина личинок при вылуплении около 2,5 мм. Личинки пелагические.
В разных районах прибрежных вод Австралии нерестятся с февраля по сентябрь. Зрелые особи лобана мигрируют вдоль побережья или концентрируются в эстуариях перед откочёвкой в открытые воды, где нерестятся в поверхностных слоях воды над континентальным шельфом. Плодовитость лобана в австралийских водах варьируется от 300 тысяч до 7,2 млн икринок. Икра со средним диаметром 0,89 мм с жировой каплей диаметром 0,39 мм. Длина личинок при вылуплении в среднем 2,68 мм. Личинки переходят на внешнее питание через 3—5 дней после вылупления, проводят 2—3 месяца в пелагиали открытых вод и затем молодь возвращается в прибрежные воды, эстуарии и устья рек для нагула.

### Питание
В летний период интенсивно питается детритом, перифитоном, реже водорослями, червями, ракообразными и личинками моллюсков. В осенний период, в конце октября-ноября, лобан заходит в солоноватую воду устьев рек и бухт.

## Ареал
Лобан широко распространён в тропических, субтропических и умеренных водах всех океанов от 51° с. ш. до 42° ю. ш. В западной Атлантике встречается от Новой Шотландии, Канады вдоль восточного побережья США, включая Мексиканский залив. Не обнаружен у Багамских островов и в Вест-Индии. В восточной части Атлантического океана известен от прибрежных вод Франции, в Средиземном и Чёрном морях; и вдоль побережья западной Африки до южной Африки, включая океанические архипелаги. В Индо-Тихоокеанской области встречается от Красного моря вдоль побережья восточной Африки до южной Африки, Персидский залив, Маврикий, Мадагаскар, Индия, Сейшельские острова, Новая Каледония, Австралия, Новая Зеландия, Япония, Гавайские острова. Редок у Филиппин. Помимо Чёрного моря, в российских водах встречается у берегов Приморья и далее на север до Татарского пролива и лимана Амура. В восточной Пацифике распространён от Калифорнии до Чили, включая Галапагосские острова.

## Взаимодействие с человеком
Ценная промысловая рыба. В период миграций ловят кефалевыми подъёмными заводами, а во время зимовки — кошельковыми и кольцевыми неводами. Лобан является объектом спортивного и любительского рыболовства.
| Год                            | 2007 | 2008  | 2009  | 2010   | 2011  | 2012   | 2013   | 2014  | 2015  | 2016  |
| Мировые уловы, тыс. т          | 87,8 | 95,75 | 109,3 | 107,35 | 131,8 | 130,75 | 133,85 | 139,6 | 149,6 | 141,9 |
| Продукция аквакультуры, тыс. т | 11,8 | 11,6  | 12    | 11,95  | 11,6  | 12     | 11,9   | 12,7  | 13,8  | 13,7  |

Объёмы товарного выращивания лобана в 2007—2016 годах варьировались от 11,6 до 13,8 тысяч тонн. Основным производителем является Египет. Выращивают также в Корее, Италии, Израиле и на Тайване.